# Liste der Bodendenkmäler in Halblech
Auf dieser Seite sind die Bodendenkmäler in der schwäbischen Gemeinde Halblech zusammengestellt. Diese Tabelle ist eine Teilliste der Liste der Bodendenkmäler in Bayern. Grundlage ist die Bayerische Denkmalliste, die auf Basis des Bayerischen Denkmalschutzgesetzes vom 1. Oktober 1973 erstmals erstellt wurde und seither durch das Bayerische Landesamt für Denkmalpflege geführt wird. Die folgenden Angaben ersetzen nicht die rechtsverbindliche Auskunft der Denkmalschutzbehörde.

## Bodendenkmäler in Halblech
| Lage       | Objekt                                                                                     | Akten-Nr.     | Bild |
| ---------- | ------------------------------------------------------------------------------------------ | ------------- | ---- |
| (Standort) | Mittelalterlicher Burgstall.                                                               | D-7-8330-0025 |      |
| (Standort) | Station des Paläolithikums und Siedlung der römischen Kaiserzeit.                          | D-7-8330-0026 |      |
| (Standort) | Schlagplatz des Mesolithikums.                                                             | D-7-8330-0028 |      |
| (Standort) | Schlagplatz des Jungpaläolithikums und des Spätmesolithikums.                              | D-7-8330-0029 |      |
| (Standort) | Schlagplatz des Frühmesolithikums.                                                         | D-7-8330-0030 |      |
| (Standort) | Schlagplatz des Jungpaläolithikums.                                                        | D-7-8330-0031 |      |
| (Standort) | Siedlung der Latènezeit.                                                                   | D-7-8330-0052 |      |
| (Standort) | Siedlung des Neolithikums.                                                                 | D-7-8330-0071 |      |
| (Standort) | Freilandstation der Steinzeit.                                                             | D-7-8330-0072 |      |
| (Standort) | Station der Steinzeit.                                                                     | D-7-8330-0073 |      |
| (Standort) | Station des Spätmesolithikums und Siedlung des Hochmittelalters.                           | D-7-8330-0074 |      |
| (Standort) | Station der Steinzeit.                                                                     | D-7-8330-0075 |      |
| (Standort) | Station der Steinzeit.                                                                     | D-7-8330-0083 |      |
| (Standort) | Station des Spätpaläolithikums oder des Frühmesolithikums.                                 | D-7-8330-0088 |      |
| (Standort) | Station der Steinzeit.                                                                     | D-7-8330-0096 |      |
| (Standort) | Mittelalterliche und frühneuzeitliche Befunde im Bereich der kath. Pfarrkirche St. Michael | D-7-8330-0098 |      |
| (Standort) | Untertägige Teile der frühneuzeitlichen kath. Kapelle St. Peter bei Berghof.               | D-7-8330-0106 |      |
| (Standort) | Schlagplatz des Paläolithikums.                                                            | D-7-8331-0001 |      |
| (Standort) | Station des Mesolithikums.                                                                 | D-7-8431-0001 |      |
| (Standort) | Freilandstation des Mesolithikums.                                                         | D-7-8431-0002 |      |